# Sema
Un sema (dal greco sêma, "segno") - o tratto semantico - è la più piccola unità di significato individuata dalla semantica. Il termine è stato introdotto da Eric Buyssens (1910-2000) e sviluppato da Luis Jorge Prieto, Algirdas Julien Greimas e Bernard Pottier.
Il termine è usato anche da Klaus Heger (1927-1993), in un senso diverso da quello usato Buyssens, per indicare una unità minima di contenuto, ottenuto mediante l'analisi strettamente immanente di una data lingua.
I semi formano insieme un "fascio di semi" (o semema). Tale impostazione prende a modello il lavoro di analisi e distinzione dei fonemi per tratti fonetici distintivi. Così, ad esempio, le parole bue ("bue domestico castrato di almeno quattro anni") e toro ("bue domestico non castrato di almeno quattro anni") hanno in comune i semi [+bovino, +adulto, +maschio], ma toro possiede il tratto [atto a procreare], mentre bue no (cambia quindi la polarità del sema). Tale analisi dei significati dei termini è detta analisi componenziale.
Ogni segno ha un significato, un "contenuto semantico": tale contenuto viene appunto scomposto in semi e rappresenta l'"intensione" del segno. Il contenuto semantico è costituito da una serie di oggetti (reali o solo pensabili) indicati dal segno: maggiore è l'"estensione" del segno (cioè la quantità di oggetti che esso indica), minore è la sua "intensione". Così, ad esempio, il semema veicolo ha maggiore estensione del semema automobile: per attestare quest'ultimo è necessario enumerare un maggior numero di semi. Quindi, automobile, reciprocamente, ha maggiore intensione di veicolo. In breve, tra intensione ed estensione di un segno vige un rapporto di proporzionalità inversa. Un altro esempio possibile di scomposizione di sememi in semi è relativo ai termini uomo e donna: tali sememi hanno in comune i semi [umano] e [adulto], però il primo ha anche il sema [maschio], il secondo il sema [femmina]. "Ciascun semema si compone di uno o più semi e differisce da tutti gli altri sememi della stessa lingua perlomeno in un sema".